# Cuffia dei rotatori

10. Cuffia dei rotatori: 11. Sovraspinato, 12. Sottoscapolare, 13. Infraspinato, 14. Piccolo rotondo, 15. Bicipite brachiale

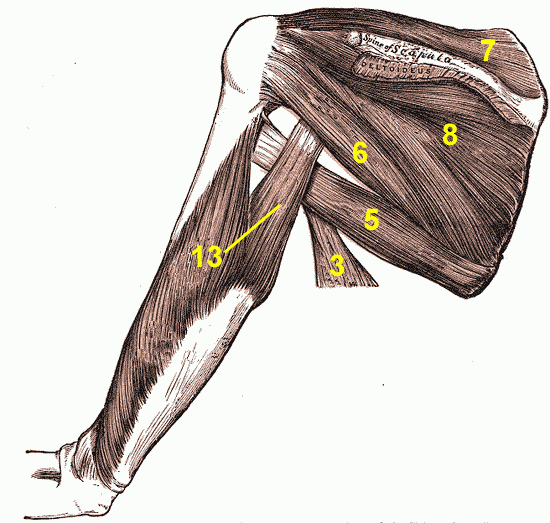
Il sistema muscolare della spalla:
3. Muscolo grande dorsale;
5. Muscolo grande rotondo;
6. Muscolo piccolo rotondo;
7. Muscolo sovraspinato;
8. Muscolo infraspinato;
13. Capo lungo del tricipite brachiale.

Cuffia dei rotatori è il termine usato in anatomia per indicare il complesso muscolo-tendineo della spalla che forma un importante mezzo di fissità e di stabilizzazione dell'articolazione scapolo-omerale. Il nome deriva dal fatto che i grandi tendini proteggono l'intera articolazione formando una vera e propria cuffia che avvolge la testa dell'omero.

## Introduzione
La testa dell'omero si articola con la cavità glenoidea della scapola, tuttavia quest'ultima non ha una dimensione sufficientemente grande per contenere adeguatamente la testa dell'omero. Il risultato è un'articolazione molto mobile ma poco stabile.

## Anatomia
I quattro muscoli che compongono la cuffia dei rotatori sono:
- muscolo sovraspinato, il cui tendine passa al di sotto del legamento coraco-acromiale e si inserisce sulla parte superiore della grande tuberosità omerale (numero 7 dell'immagine);
- muscolo sottospinato, posteriore, il cui tendine si inserisce sul tubercolo maggiore dell'omero (numero 8 dell'immagine);
- muscolo piccolo rotondo, posteriore, il cui tendine si inserisce leggermente al di sotto dell'inserzione del muscolo sottospinato  (numero 6 dell'immagine);
- muscolo sottoscapolare, anteriore, il cui tendine si inserisce sulla piccola tuberosità dell'omero (non si vede nell'immagine perché è coperto dalla scapola);

Nel complesso la cuffia è composta da tre muscoli extrarotatori (sovraspinato, sottospinato e piccolo rotondo) ed un muscolo intrarotatore (sottoscapolare).
È un errore considerare il deltoide parte della cuffia dei rotatori, dato che non ha funzione rotatoria.